# Terapia (quadrinhos)
Terapia é uma webcomic brasileira criada por Rob Gordon e Marina Kurcis (roteiro) e Mario Cau (arte e cor). A história, publicada semanalmente (uma página por vez) desde 2011 no site Petisco apresenta sessões de psicoterapia de um rapaz de "vinte e poucos anos" (cujo nome nunca é informado aos leitores), nas quais ele compartilha com seu terapeuta questionamentos, dilemas e angústias corriqueiros na vida de jovens. As histórias são geralmente entremeadas por referências a canções de blues, as preferidas do protagonista e que se tornam metáforas durante as sessões. Em 2012 e 2014, Terapia ganhou o Troféu HQ Mix de melhor web quadrinho. Em 2013, foi publicada pela editora Novo Século (tendo sido financiada por crowdfunding) um álbum de mesmo nome publicado pela editora Geektopia, compilando os primeiros sete capítulos da série, cada um com uma "faixa bônus", trazendo comentários da equipe, esboços e trechos do roteiro. Em setembro de 2017, a série iniciou seu último capítulo (14),  que foi concluído em 28 de março de 2018, comemorando os 7 anos da webcomic.
Em fevereiro de 2020, Mario Cau anunciou o financiamento coletivo do segundo volume encadernado, além da disponibilização da webcomic nos sites Tapas e Webtoon, incluindo uma versão em em inglês chamada Therapy. Em outubro de 2021, o financiamento de Terapia Volume 2 é lançado.